# Cyatheaceae
Ver Pteridophyta para una introducción a las plantas vasculares sin semilla
Las ciateáceas (nombre científico Cyatheaceae) son una conocida familia de helechos del orden Cyatheales, también son conocidas como "helechos arborescentes con escamas" (porque tienen escamas en rizoma, pecíolos y a veces hojas) para diferenciarlas de las dicksoniáceas, que son los "helechos arborescentes con pelos". Son los más altos de todos los helechos (también llamados "helechos arborescentes gigantes"), llegando a tener tallos de hasta 20 metros de altura. Según la moderna clasificación de Christenhusz et al. 2011 son monofiléticas.
Tradicionalmente se agrupó en la familia a 3 géneros más o menos bien distribuidos de hábito arborescente (Alsophila, Cyathea y Nephelea, ahora anidado en Alsophila), pero con los análisis moleculares de ADN se tuvieron que agregar los demás géneros (ver taxobox) para que la familia se mantenga monofilética. Esta situación volvió complicada la descripción de sus caracteres generales: mientras que algunos géneros son los esperados helechos arborescentes con frondes grandes y estípites altos (de hasta 20 metros), otros como Hymenophyllopsis por ejemplo, son plantas más pequeñas y de aspecto delicado.
Los esporangios se agrupan en soros en el lado abaxial de las frondes, la ubicación de los soros y la presencia de escamas son los dos caracteres más conspicuos que permiten diferenciarlas de la otra gran familia de helechos arborescentes, las dicksoniáceas. Como todos los cyatheales, tienen pneumatodos (posible sinapomorfía, Pryer et al. 1995), la morfología de los pneumatodos de las cyatheáceas puede ser un elemento útil en determinación. 
Las ciateáceas se extienden en climas tropicales húmedos, en general en bosques de montaña, en el Nuevo y el Viejo Mundo, algunas especies se extienden más hacia regiones templadas del Sur y el Norte, y son comunes las especies endémicas. 
Sus hábitats están protegidos, y la familia es conocida en los jardines botánicos y viveros.

## Filogenia
Introducción teórica en Filogenia
Monofilético (Korall et al. 2006).
Con respecto a su parentesco con las demás familias de helechos arborescentes, las relaciones filogenéticas consensuadas al 2006 son las que muestra el siguiente cuadro:
|  |

Muchas veces se han estudiado las relaciones filogenéticas de las cyatheáceas (Conant et al. 1995 y 1996, Hasebe et al. 1995, Stein et al. 1996, Lantz et al. 1999, Conant y Stein 2001), y los límites de cada género han variado considerablemente (por ejemplo ver Tyron 1970, Holttum y Edwards 1983). En los '90 ya había quedado claro que Alsophila, Cyathea y Sphaeropteris son 3 lineajes bien definidos de cyatheáceas (Conant et al. 1994, 1995, 1996), si bien nunca se llegaron a formalizar dentro de un sistema de clasificación hasta el 2006. 
El que sí llegó como una sorpresa al clado fue Hymenophyllopsidaceae (un único género Hymenophyllopsis, ahora dentro de Cyatheaceae), que tiene tallos cortos rastreros a sub-erectos o erectos, y hojas de sólo entre 10 y 30 centímetros de largo. El nombre que se le dio al género de hecho, refleja su parecido externo con las Hymenophyllaceae, los "helechos reviviscentes", que comparten con Hymenophyllopsis el aspecto delicado del esporófito. Hymenophyllopsis (cerca de 8 especies) es pequeña con hojas delgadas sin estomas (de aspecto parecido a las himenofiláceas), y está confinada al "tepuis de sandstone" en el Escudo de Guayana (este de Venezuela, Guyana, norte de Brasil -Lellinger 1984, 1995-). Este género casi siempre fue aislado en su propia familia (por ejemplo por Coperland 1947, Tyron y Tyron 1982). Ya en el análisis de Wolf et al. (1999), fue sugerida una relación cercana de Hymenophyllopsis con Cyatheaceae, basado en un muestreo taxonómico pequeño. Un muestreo más grande hecho por Korall (en preparación) indica que Hymenophyllopsis, como también Cnemidaria y Trichipteris, se anidan dentro de Cyathea y juntos forman un clado neotropical bien robusto. Posibles sinapomorfías: las esporas de Hymenophyllopsis son notoriamente similares a las esporas de algunas especies de Cyathea (comparar por ejemplo, las figuras 14.8-14.11 con 26.15-26.18 en Tyron y Tyron 1982), y la presencia de escamas verdaderas en los rizomas, en las bases en los pecíolos y a veces también en las láminas.
Muchos estudios muestran de forma convincente que Cnemidaria se anida dentro de Cyathea (Conant et al. 1995, Conant y Stein 2001, Korall et al. 2006).

## Taxonomía
Introducción teórica en Taxonomía
La clasificación más actualizada es la de Christenhusz et al. 2011 (basada en Smith et al. 2006, 2008); que también provee una secuencia lineal de las licofitas y monilofitas.
- Familia 23. Cyatheaceae Kaulf., Wesen Farrenkr.: [119] (1827). Sinónimos: Alsophilaceae C.Presl, Gefässbündel Farrn: 22 (1847). Hymenophyllopsidaceae Pic.Serm., Webbia 24: 712 (1970).

4 géneros ( Alsophila, Cyathea, Gymnosphaera, Sphaeropteris). Referencias: Christenhusz (2009b), Conant et al. (1995, 1996), Conant & Stein (2001), Janssen et al. (2008), Korall et al. (2006a), Lantz et al. (1999), Lehnert (2006, 2008, 2009), Márquez (2010), Stein et al. (1996), Wang et al. (2003) .

### ClasificaciónsensuSmithet al.2006 corregidosensuKorallet al.2007
Clados y taxones superiores: Plantae (clado), Viridiplantae, Streptophyta, Streptophytina, Embryophyta, Tracheophyta, Euphyllophyta, Monilophyta, Clase Polypodiopsida, Orden Cyatheales, familia Cyatheaceae.
Incluyendo Alsophilaceae, Hymenophyllopsidaceae.
Junto con Dicksoniaceae, Cibotiaceae y Metaxyaceae, forman el clado del "núcleo de los helechos arborescentes" ("core tree ferns").
Circunscripción: 3 géneros, un poco más de 600 especies:
- Alsophila (incluyendo Gymnosphaera, Nephelea, unas 230 especies -Judd et al. 2002-)
- Cyathea (incluyendo Hymenophyllopsis, Cnemidaria, Hemitelia y Trichipteris, ver apartado de filogenia para más datos, unas 110 especies -Judd et al. 2002-)
- Sphaeropteris (incluyendo Schizocaena, Fourniera, unas 120 especies -Judd et al. 2002-).

### Otras clasificaciones
Hennipman (1996) incluyó todo lo que Smith et al. (2006) consideran familias del orden Cyatheales, dentro de Cyatheaceae (salvo Hymenophyllopsidaceae, que no fue ubicada dentro de su clasificación "consensuada").
Los 2 géneros más representados y conocidos de cyatheáceas (Alsophila incluyendo Nephelea y Cyathea) se asumieron desde hace mucho tiempo como pertenecientes a la familia, como se aprecia en el sistema de clasificación de Engler. Estos géneros comparten caracteres conspicuos como el hábito arborescente, las frondes muy grandes y la corteza con escamas.
La clasificación sensu Engler es la siguiente:
- Reino Plantae (polifilético), división Embryophyta asiphonogama (parafilético), subdivisión Pteridophyta (parafilético), clase "Filicopsida sensu Engler" ("helechos", polifilético, sería monofilético si se agregaran Psilotopsidas y Equisetopsidas), subclase Filicidae (parafilético con respecto a los heterosporados, equivalente a Polypodiopsida sensu Smith et al. si le sacamos las osmundáceas basales y los Salviniales),  orden Cyatheales (polifilético, sólo contiene a las Cyatheaceae y a Lophosoriaceae, que Smith ubicó como un género de Dicksoniaceae), familia Cyatheaceae (que comprende sólo 3 géneros, pertenecientes a Cyatheaceae sensu Smith et al.: Alsophila, Nephelea ahora anidado en Alsophila, y Cyathea).

## Ecología y Evolución
La mayoría arborescentes.
Pantropicales, se encuentran en los bosques húmedos de montaña ("wet montane forests") y bosques nublados ("cloud forests"), algunas especies se extienden a áreas templadas del sur (Nueva Zelanda y  Sudamérica, más al sur), y hacia las regiones templadas del norte (India, China, y Japón). Algunas especies están ampliamente distribuidas, pero las especies endémicas muy localizadas son numerosas en islas oceánicas y montañas tropicales. Muchas especies son colonizadoras de los suelos que quedan vacíos luego de corrimientos de tierra, encontrándoselas en las etapas tempranas de la sucesión.  
La distribución de Hymenophyllopsis está restringida a la formación geológica de Roraima ubicada en Venezuela, Guyana, y el norte de Brasil. Junto con Cyathea forman un clado neotropical bien robusto.
El registro fósil comienza en el Jurásico o a principios del Cretácico.

## Caracteres
Con las características de Pteridophyta.
Tallos con dictiostelas policíclicas, de simetría radial, ápices (y usualmente también bases peciolares) cubiertos por escamas grandes, a veces también con tricomidios ("scurf" = escamas pequeñas) o pelos. 
Hojas normalmente grandes (hasta 5 metros de largo), pecíolos con pneumatodos conspicuos (aberturas útiles para el intercambio de gases), usualmente en dos líneas discontinuas. Láminas 1-3 pinadas (raramente simples), venas de simples a bifurcadas libres, raramente anastomosándose (en especial en algunas Cyathea). 
Soros abaxiales, o bien marginales o submarginales y ubicados al final de las venas (Hymenophyllopsis). Soros redondeados, sin indusio, o con indusio con forma de platillo ("saucer-like"), o cupuliforme, o globoso y cubriendo completamente al esporangio, o bivalvo (Hymenophyllopsis). Dentro de cada soro los esporangios maduran en forma gradual. 
Esporangios con anillo oblicuo. Receptáculos alzados. Usualmente con parafisos. 
Esporas tetraédricas, con marca trilete, variadamente ornamentadas.
Gametofitos verdes, cordados.
Número de cromosomas: x = 69 (aún no se han contado la cantidad de cromosomas de Hymenophyllopsis).

## Importancia económica
Las especies arborescentes de esta familia, con su corona de enormes frondes en lo alto de sus estípites no ramificados, forman uno de los paisajes más atractivos de los jardines del mundo natural.
|  |  |

Las especies arborescentes a veces son cultivadas como ornamentales, y los rizomas fibrosos son usados como base para las epífitas en los invernaderos. 
La explotación humana de su hábitat natural ha llevado a la desaparición de muchos refugios naturales de cyatheáceas (situación que se agrava en las especies endémicas), pero la mayoría de las especies hoy están protegidas por acuerdos internacionales.

### Libros
- Judd, W. S. Campbell, C. S. Kellogg, E. A. Stevens, P.F. Donoghue, M. J. 2002. Plant systematics: a phylogenetic approach, Second Edition. Sinauer Axxoc, USA.

### Publicaciones
- Pryer, Kathleen M., Harald Schneider, Alan R. Smith, Raymond Cranfill, Paul G. Wolf, Jeffrey S. Hunt y Sedonia D. Sipes. 2001. "Horsetails and ferns are a monophyletic group and the closest living relatives to seed plants". Nature 409: 618-622 (pdf aquí).

- Pryer, Kathleen M., Eric Schuettpelz, Paul G. Wolf, Harald Schneider, Alan R. Smith y Raymond Cranfill. 2004. "Phylogeny and evolution of ferns (monilophytes) with a focus on the early leptosporangiate divergences". American Journal of Botany 91:1582-1598 (pdf aquí).

- A. R. Smith, K. M. Pryer, E. Schuettpelz, P. Korall, H. Schneider, P. G. Wolf. 2006. "A classification for extant ferns". Taxon 55(3), 705-731 (pdf aquí)

### Más específicas
- Korall, P., K.M. Pryer, J. Metzgar, H. Schneider, D.S. Conant. 2006. "Tree ferns: monophyletic groups and their relationships as revealed by four protein-coding plastid loci." Molecular Phylogenetics and Evolution 39: 830-845 (pdf aquí)

- Korall, P., D.S. Conant, J.S. Metzgar, H. Schneider, K.M. Pryer. 2007. A molecular phylogeny of scaly tree ferns (Cyatheaceae). American Journal of Botany 94: 873-886.